# Bitdefender
Bitdefender este un producător global de soluții de securitate cibernetică, cu sediul central în București, România, și birouri în Europa, America de Nord, Asia și Australia. Compania a fost fondată și este deținută majoritar de Florin Talpeș, unul dintre cei mai cunoscuți antreprenori IT din România. În 2020 tehnologiile Bitdefender sunt prezente în 38% dintre soluțiile de securitate de pe piața internațională și sunt folosite pe 500 de milioane de dispozitive. Fondată în 2001, Bitdefender generează peste 40% din vânzări în Statele Unite ale Americii. Peste 1.600 de angajați lucrează în cele 19 birouri Bitdefender.  De asemenea, produsele Bitdefender sunt distribuite în peste 150 de țări cu ajutorul partenerilor. 
Bitdefender dezvoltă și comercializează soluții de securitate informatică pentru companii și familii, de la soluții locale de protecție pentru dispozitive, până la servicii de securitate administrate sau soluții destinate IoT.
Începând cu noiembrie 2011 există și o versiune gratuită de antivirus, disponibilă pentru utilizatorii din România.
Bitdefender deține în prezent 440 de brevete de tehnologie, 10% dintre acestea în domeniul inteligenței artificiale folosite, în special, pentru detecția de amenințări informatice și altor pericole online.
În ianuarie 2018, Bitdefender ocupa locul al șaptelea între furnizorii de soluții de securitate pentru Microsoft Windows. 

## Introducere
Bitdefender a apărut în 2001, odată cu rebrandingul antivirusului AVX. Compania de la care a pornit businessul a fost înființată la începutul anilor ’90 de Florin Talpeș, care a plecat de la Institutul de Tehnică de Calcul pentru a intra în antreprenoriat. Cu sediul central în București, România, Bitdefender are reprezentanțe în SUA, Germania, Spania, Emiratele Arabe Unite și Marea Britanie. La începutul lui 2018 compania avea reprezentanțe în mai mult de 100 de țări. 
Astăzi, Bitdefender este în topul producătorilor de software autohton și unul dintre cei mai mari exportatori de servicii IT. Bitdefender exportă aproximativ 5% din serviciile informatice dezvoltate de întreaga industrie din România.
La aproape două decenii de la redenumirea AVX în Bitdefender, soluțiile de securitate românești se clasează pe primul loc la nivel mondial în testele de specialitate realizate de organisme independente de profil, printre care AV-TEST (Germania) și AV-Comparatives (Austria). În România, sunt produse soluții de securitate pentru mediul de business – infrastructuri complexe ce acoperă nevoile unei companii de dimensiuni variabile – dar și pentru familii, pornind de la soluții de securitate pentru computere personale, telefoane mobile până la soluții pentru securizarea întregii rețele a unei locuințe, ce cuprinde inclusiv dispozitive inteligente conectate la internet - IoT.
În prezent, Bitdefender are 19 birouri în 13 țări. Compania are prezență locală în România, SUA, Franța, Olanda, Germania, Danemarca, Regatul Unit, Spania, Italia, Suedia, Emiratele Arabe Unite, Canada și Australia.
Soluțiile de securitate și produsele Bitdefender sunt dezvoltate integral în România. Bitdefender are cinci centre de cercetare și dezvoltare în România: în București, Cluj-Napoca, Iași, Timișoara și Târgu Mureș.
Din 2016, Bitdefender a început dezvoltarea sediului enterprise al companiei în Santa Clara, California, SUA, locul în care sunt conturate strategia de vânzări și marketing și dezvoltarea portofoliului de soluții de securitate enterprise.
Bitdefender are clienți în prezent în toate țările din lume, de la Statele Unite, Japonia, China sau Brazilia, la Bahamas, Vanuatu sau Groenlanda. 500 de milioane de utilizatori – de la clienți casnici la companii – utilizează tehnologiile Bitdefender.  
Bitdefender a devenit una dintre cele mai notabile companii de securitate din lume și un punct de reper în materie de inovație. Clienții din peste 150 de țări au făcut din Bitdefender o companie globală, cu  angajați în SUA, Australia, Marea Britanie, Spania, Germania, Danemarca, Suedia, Italia, Emiratele Arabe Unite și România. Cea mai importanță piață a Bitdefender este cea din Statele Unite ale Americii, care generează aproape jumătate din vânzări. Pe lângă SUA, cele mai importante piețe pentru Bitdefender sunt Franța, Germania, Canada, Marea Britanie și Australia.
Din totalul de peste 1.700 de angajați în 2020, echipele de cercetători din România din cele cinci centre R&D depășesc pragul de 800 de specialiști, iar compania investește un sfert din bugetul de cercetare și dezvoltare în idei îndrăznețe, care au „potențialul să devină revoluționare”. Angajații Bitdefender pot aloca 20% din timpul petrecut la birou dezvoltării de idei out-of-the-box, menite să genereze un grad crescut de inovație. Bitdefender a investit 89 de milioane de euro în cercetare și dezvoltare în perioada 2014-2017, iar un sfert din acest buget este alocat proiectelor de acest gen.  
Compania Bitdefender a fost evaluată la peste 600 milioane de dolari la finalul anului 2017, când fondul de investiții Vitruvian Partners a devenit al doilea cel mai mare acționar al companiei, odată cu achiziția pachetului minoritar de aproximativ 30%, deținut anterior de fondul de investiții Axxess Capital.
Cu o valoare a brandului de 128 milioane euro în 2019, Bitdefender este „cel mai valoros brand de tehnologie din România”, conform raportului Brand Finance România 50. „Brandul de soluții de securitate cibernetică a crescut puternic, alimentat de nevoia globală de protecție în era revoluției digitale. În mod constant clasat ca fiind cea mai bună soluție împotriva atacurilor cibernetice în topurile internaționale, soluțiile Bitdefender ajung la sute de milioane de utilizatori în toată lumea cu un mare potențial de creștere în Europa și Statele Unite ale Americii. Branduri noi ca eMAG, Dedeman, Digi ori Bitdefender – create și dezvoltate de antreprenori în ultimii 28 de ani – ocupă mai mult de jumătate din clasament", se arată în studiul Brand Finance. 

## Produse utilizatori individuali
Bitdefender oferă o suită completă de soluții de securitate pentru sistemele de operare Windows, macOS, iOS și Android.
Bitdefender BOX, dispozitiv dezvoltat integral în România și produs la Satu-Mare, a fost lansat pe piața locală în luna aprilie 2018 și este disponibil și în Statele Unite ale Americii, Franța, Germania și Japonia. Bitdefender este prima companie din lume care a lansat în 2015 un dispozitiv de securitate ce anticipa tendințele unei piețe în care tot mai multe dintre aparatele electronice folosite zilnic se conectează la internet, fără ca utilizatorii să aibă posibilitatea să le protejeze de atacuri cibernetice. BOX, primul produs hardware al Bitdefender, folosește expertiza de aproape două decenii a companiei în segmentul software și înglobează 21 de brevete de invenție înregistrate de cercetători din echipele din București, Cluj-Napoca, Iași și Timișoara. Noul Bitdefender BOX a primit și premiul Honoree CES Innovation Award în categoria cybersecurity.
Bitdefender VPN protejează activitatea online a oamenilor prin transmiterea criptată a traficului de internet.
Bitdefender Digital Identity Protection monitorizează constant informațiile personale ale oamenilor și îi avertizează în timp real în cazul unui atac informatic. În acest fel, ei își pot schimba din timp parolele pentru a-și proteja conturile și pot preveni pierderi financiare sau chiar clonarea identității online cu una falsă.

## Produse business
Portofoliul de produse Bitdefender GravityZone se adresează companiilor. Acesta include diferite tipuri de soluții menite să răspundă nevoilor specifice fiecărei organizații, de la IMM-uri, până la corporații de mari dimensiuni. Toate soluțiile funcționează pe aceeași platformă de securitate, construită de la zero încă din 2012 și capabilă să funcționeze versatil pe medii fizice și virtuale, indiferent de complexitatea acestora – terminale fixe sau mobile, mașini virtuale în cloud public sau privat și servere de e-mail Exchange.
Soluția GravityZone Ultra Plus include și servicii de ultimă generație de monitorizare, detecție și răspuns la incidente de securitate informatică. Bitdefender a extins portofoliul pentru a oferi și servicii de administrare a securității companiilor și a deschis un centru de operațiuni în San Antonio, Texas, SUA.

## Lupta contra criminalității informatice
Bitdefender consiliază Centrul European de Criminalitate Cibernetică (EC3) al Europol în investigații care vizează activitatea infracțională din spațiul cibernetic și furnizează date și cunoștințe relevante pentru a stimula prevenirea, investigarea și tragerea la răspundere a celor vinovați. Bitdefender este implicată în operațiuni în derulare alături de organisme internaționale de aplicare a legii, precum instituții de poliție locale, regionale sau transnaționale, cu scopul de a lupta contra fenomenului infracțional.
Bitdefender este parte din Cybersecurity Tech Accord, un proiect de colaborare între companii de tehnologie globale, cu misiunea de a proteja cât mai mulți clienți și de a-I apăra de amenințări informatice.

## Istoricul companiei
2001: AVX - AntiVirus eXpert devine Bitdefender, ca urmare a unei campanii de rebranding, în noiembrie. "Antivirus is not enough; Bitdefender: secure your every bit."
2003: Ca urmare a tendinței de dezvoltare, Bitdefender își deschide primele filiale în Spania și Germania
2003: Bitdefender înregistrează peste 10 milioane de dolari din vânzări la nivel mondial.
2004: Se deschide în SUA a treia filială externă a Bitdefender. Peste 40 de milioane de utilizatori de Internet din lumea întreagă sunt protejați de tehnologiile Bitdefender.
2005: Bitdefender devine lider de piață în vânzările la raft în magazinele din Franța, cu o cotă de piață estimată la 30%. 2005 este al zecelea an consecutiv de creștere Bitdefender, cu o rată medie anuală de peste 200%. Soluțiile Bitdefender ocupă locul al șaselea la nivel mondial pe segmentul consumer.
2006: Bitdefender are o creștere a vânzărilor de 70% , iar soluțiile sale sunt prezente în peste 5.000 de mari magazine de pe cele șase continente.
2007: Se produce separarea grupului Bitdefender de SOFTWIN. Odată cu un nou an de creștere susținută, Bitdefender vizează 2% din piața mondială de antivirus. Un grup de șapte investitori români și americani a plătit 7 milioane de dolari (4,8 mil. euro)  pentru a achiziționa un pachet minoritar (sub 7%) din acțiunile producătorului român de soluții de securitate informatică Bitdefender.
2011: Bitdefender anunță o nouă identitate de brand. Bitdefender adoptă simbolul legendar al lupului dacic în identitatea vizuală. Jumătate lup, jumătate șarpe, creatura totemică sugerează originile românești ale brandului.
2012: Bitdefender deschide un birou în Dubai și apare pe rafturile retailer-ului american Walmart.
2013: Bitdefender Antivirus primește titlul "Product of the Year" din partea AV-Comparatives.
2015: Bitdefender câștigă premiul "Product of the Year" în testele AV-Comparatives pentru a doua oară, pentru rezultate remarcabile în protecție, utilizare și impact minim asupra resurselor calculatorului.
2017: Bitdefender achiziționează compania franceză Profil Technology pentru a accelera creșterea pe segmentul enterprise. 
2017: Bitdefender anunță investiția Vitruvian Partners într-o tranzacție care evaluează afacerea la peste 600 de milioane de dolari. 
2018: Forrester recunoaște Bitdefender drept lider în Evaluarea Forrester WAVE™ privind soluțiile de securitate pentru endpoint-uri. 
2018: Bitdefender achiziționează compania olandeză RedSocks, specializată în analiza comportamentală și a securității rețelelor. 
2019: Bitdefender a avut în 2019 afaceri de 671 milioane de lei în cadrul companiei din România, cu o marjă de profit de 1%.

## Istoricul produsului
1996-2001: Se lansează produsul românesc AVX, un antivirus care oferă actualizare inteligentă, fără intervenția utilizatorului, care scanează și monitorizează toate fișierele descărcate. AVX deține prima tehnologie de blocare a aplicațiilor pe bază de analiză comportamentală și este primul produs antivirus care include caracteristici de firewall personal. Produsul românesc deține, în premieră mondială, soluții pentru toate aplicațiile de mesagerie instant existente (ICQ, MSN, Messenger, Yahoo Messenger, Net meeting, mIRC), anticipând această tendință de răspândire a noilor familii de viruși. Ajuns la cea de-a șasea generație, AVX include un Firewall pentru aplicații precum și blocare comportamentală.
Noiembrie 2001: AVX se transformă în noua marcă de soluții antivirus Bitdefender, care vizează vânzări pe piața internațională.
Martie 2002: Bitdefender lansează prima soluție antivirus pentru MS SharePoint, la CeBIT 2002.
Februarie 2003: MIDAS (Sistem Avansat de Detectare a Intruziunilor) intră în etapa de dezvoltare a produsului. Această tehnologie proprietară, câștigătoare a premiului IST, promite să revoluționeze modul de proiectare a soluțiilor antivirus.
August 2003: A șaptea generație Bitdefender aduce și primul antivirus care include tehnologia anti-dialer.
Noiembrie 2003: Premieră mondială: Bitdefender lansează primul antivirus comercial pentru versiunea de server Linux Samba 3.
Ianuarie 2004: Prima versiune a LinuxDefender Live CD este lansată la LinuxConf 2003. . LinuxDefender este o distribuție Linux completă, disponibilă pe un CD de boot.
Aprilie 2004: Bitdefender lansează tehnologia proprietară antispam.
Iulie 2004: Este introdus serviciul Bitdefender Update. Acesta nu se mai bazează exclusiv pe actualizările programate, iar clienții care aleg acest serviciu primesc imediat cele mai recente actualizări, direct pe sistemele lor, astfel că pericolul reprezentant de noii viruși scade semnificativ.
Octombrie 2004: Andreas Marx (Av-Test.org) lansează topul timpilor de reacție al produselor antivirus. Bitdefender este declarat produsul cel mai rapid, cu un timp de reacție sub patru ore.
Martie 2005: Bitdefender introduce tehnologia HiVE – euristică în mediu virtual, tehnologie menită să reducă dependența față de semnăturile de viruși, oferind și posibilitatea de a detectare proactivă a noilor amenințări.
Aprilie 2005: Bitdefender lansează sistemul de actualizări la fiecare oră.
August 2005: Testele Av-Test indică faptul că Bitdefender are un timp de reacție de “zero secunde”  împotriva tuturor amenințărilor majore. În cursul lunii august 2005, cu ajutorul tehnologiei HiVE, Bitdefender detectează în mod proactiv toți noii viruși existenți.
Septembrie 2005: Bitdefender lansează cea de-a noua generație de produse. Bitdefender Internet Security devine una dintre cele mai complexe solutii de pe piață, care include module antivirus, antispyware, antispam, firewall, anti-dialer și de control parental.
Mai 2006: Bitdefender introduce B-HAVE (analizator comportamental euristic în medii virtuale), tehnologie proprietară de detecție euristică.
Iunie 2006: Noile tehnologii euristice NeuNet sunt integrate în soluțiile Bitdefender.
August 2006: Bitdefender lansează a zecea generație de produse, care are la bază noi tehnologii: B-HAVE - Behavioral Heuristic Analyzer in Virtual Environments (detecție proactivă a noilor pericole informatice ale căror semnături nu au fost încă identificate) și SID - SPAM IMAGE DISTANCE (tehnologie antispam care asigură filtrarea mesajelor spam bazate pe imagini).
Decembrie 2006: Bitdefender lansează noul Filtru de Imagini Spam, un pas important în contracararea noilor tehnici de spam.
Februarie 2007: Apare produsul de securitate Bitdefender Mobile Security pentru terminalele cu sisteme de operare Symbian și Microsoft Windows Mobile. Acest nou produs oferă protecție antivirus, în timp real, pentru dispozitivele mobile din categoria telefoanelor inteligente și PDA-urilor.
Februarie 2008: Bitdefender lansează o soluție de scanare gratuită la cerere. Pe lângă modulul antivirus, Bitdefender Online Scanner oferă și posibilitatatea detecției amenințărilor spyware și aduce un design nou al interfeței.
Februarie 2008: Soluția antivirus Bitdefender primește certificarea VB100% din partea Virus Bulletin pentru detecție 100% a amenințărilor informatice.
Mai 2008: Bitdefender anunță GameSafe, un produs antivirus silențios dedicat pasionaților de jocuri pe calculator.
Mai 2009: Soluția Bitdefender Security for Mail Servers primește VB Spam Gold Award de la Virus Bulletin pentru cea mai scăzută rată de alerte false.
Aprilie 2010: Bitdefender Antivirus for Mac OS X este prima soluție de securitate marca Bitdefender pentru utilizatorii Apple.
August 2011: Bitdefender anunță o nouă soluție de securitate pentru medii virtualizate pentru a proteja centrele de date. Security for Virtualized Environments integrează tehnologiile VMWare vShield pentru a proteja servere Windows, dar și sisteme Linux și Solaris.
Noiembrie 2011: Nouă soluție anti-malware în cloud pentru stații de lucru. Cloud Security for Endpoints include mai multe straturi de protecție, prin care și Active Virus Control. Fișierele sunt monitorizate permanent pentru a identifica orice comportament periculos.
Noiembrie 2011: Bitdefender lansează Bitdefender Mobile Security pentru Android, primul produs pentru dispozitivele Android marca Bitdefender menit sa protejeze utilizatorii împotriva amenințărilor specifice acestui sistem de operare.
Martie 2012: Bitdefender introduce Safebox One-Click Cloud Storage, soluție de stocare și sincronizare a datelor pentru calculatoare și dispozitive Android.
Mai 2012: Apare Bitdefender Clueful pentru Android. Acesta informează utilizatorii despre comportamentul potențial dăunător al aplicațiilor ce pun în pericol confidențialitatea datelor personale, livrează mesaje nedorite și accesează informații sensibile.
Ianuarie 2013: Bitdefender Antivirus primește titlul "Product of the Year" din partea AV-Comparatives. Produsul a obținut un punctaj maxim în opt din cele nouă runde de testare care au evaluat, printre altele, performanța în eliminarea soft-ului periculos, detecția atacurilor de tip phishing și performanța în condiții similare celor reale.
Iulie 2013: Bitdefender anunță lansarea SafePay, un browser securizat creat pentru a proteja datele cardului de credit sau alte informații financiare confidențiale.
Februarie 2014: Bitdefender Endpoint Security ocupă locul întâi în testele AV-TEST pentru cea mai bună protecție și cea mai bună performanță.
August 2014: Se lansează Bitdefender Family Pack, o suită mai complexă dedicată familiilor pentru a le proteja de riscurile specifice de securitate online.
Noiembrie 2014: Bitdefender introduce Total Security Multi-Device 2015 și noua technologie BRAIN. Suita se bazează pe tehnologii de tip machine learning pentru detecția proactivă a amenințărilor.
Ianuarie 2015: Bitdefender lansează Bitdefender BOX - securitate cibernetică integrată pentru locuințe conectate, care asigură protecția tuturor dispozitivelor de acasă. Bitdefender BOX creează o nouă categorie de produs, Security for the Internet of Things. 
Februarie 2015: Bitdefender câștigă premiul "Product of the Year" în testele AV-Comparatives pentru a doua oară, pentru rezultate remarcabile în protecție, utilizare și impact minim asupra resurselor calculatorului.
Aprilie 2018: Bitdefender anunță lansarea Bitdefender BOX 2 - hub-ul de securitate de generație următoare pentru locuințele conectate.

## Vezi și
- Listă de companii dezvoltatoare de produse software antivirus comerciale